# Gerard Hadidian
Gerard Hadidian (in arabo جيرارد هاديديان‎?; Beirut, 24 aprile 1995) è un cestista libanese con cittadinanza canadese.

## Carriera
Dopo aver iniziato a giocare a pallacanestro in Libano fra le file del settore giovanile dell'Hoops Club, tra il 2014 ed il 2016 si trasferì negli Stati Uniti per giocare con la maglia dei Lake Land College.
Nel 2016 ha iniziato la sua carriera da professionista in Libano, giocando nella Lebanese Basketball League 2016-2017 con il Tadamun Zouk, restando nella squadra anche la stagione successiva. Il 13 agosto 2018 firma un contratto, di un solo anno, con l' Homenetmen con cui prende parte alla Lebanese Basketball League 2018-2019.
Per la stagione 2019-20 firmò con il Beirut Club, ma la stagione della Lebanese Basketball League venne sospesa dopo quattro giornate a causa della diffusione della pandemia da COVID-19.
Il 20 luglio 2020 si trasferì all'Al-Riyadi Beirut in vista della stagione 2020-2021 della Lebanese Basketball League, ma visto che quest'ultima iniziò solo a marzo del 2021, Hadidian giocò la prima della stagione in Armenia, con la canotta dell'Urartu Erevan nella Armenia-A League
Il 28 luglio 2021 torna dopo due anni al Beirut Club, dove rimarrà per i successivi due anni. Nella prima stagione, Hadidian realizzò 12.6 punti e 7.1 rimbarlzi a partita, in 30 presenze, dando un importate contributo alla conquista del primo titolo nella storia del club al termine della Lebanese Basketball League 2020-2021. Al termine della stagione venne nominato Most Improved Player of the Year ed inserito nell'All-Lebanese League Second Team.
Nella stagione 2023-2024 gioca nuovamente con la maglia dell'Homenetmen, confermandosi nuovamente come giocatore di alto livello nella Lebanese Basketball League con 15.6 punti, 8.5 rimbalzi ed 1,4 assist in 23 partite; statistiche che gli valgono la seconda nomina consecutiva nell'All-Lebanese League Second Team.
Il 6 giugno 2024 firma un contratto di due anni con il Sagesse, squadra in cui attualmente gioca.

### Nazionale
Con la casacca della nazionale del Libano ha conquistato la medaglia d'argento alla FIBA Asia Cup 2022.

## Palmarès

### Squadra
- Lebanese Basketball League: 2

Riyadi Beirut: 2020-2021
Beirut Club: 2021-2022
- Lebanese Basketball Cup: 1

Beirut Club: 2022

### Nazionale
- FIBA Asia Cup: 
 Indonesia 2022